# Victoria Sturm
Victoria Sturm (* 4. April 1973 in Ost-Berlin) ist eine deutsche Filmschauspielerin und Synchronsprecherin.

## Privatleben und Fernsehrollen
Sturm wurde 1973 als Tochter des Schauspielers Karl Sturm in Berlin-Pankow geboren. Sie spielte zwischen 1993 und 1995 sowie 1998 Camilla „Milla“ Engel in der RTL-Seifenoper Gute Zeiten, schlechte Zeiten und stand seit 1997 für Serien wie Der Landarzt, Hallo Robbie! und Großstadtträume vor der Kamera.
Sie war von 1999 bis 2008 mit Walter Plathe verheiratet, der ebenfalls in der Serie Der Landarzt mitspielte.

## Synchronisation
2004 wurde Sturm als deutsche Stimme von Lynette Scavo, gespielt von Felicity Huffman in Desperate Housewives bekannt. Von 2006 bis 2008 synchronisierte sie Sophina Brown als Raina Troy in Shark und von 2009 bis 2010 in Numbers – Die Logik des Verbrechens als Nikki Betancourt. In O.C., California sprach sie in zwölf Episoden der ersten beiden Staffeln Hailey Nichol (Amanda Righetti), in Buffy – Im Bann der Dämonen und dem Spin-Off Angel – Jäger der Finsternis die wahnsinnige Drusilla, gespielt von Juliet Landau. Außerdem spricht sie in der japanischen Anime-Serie Detektiv Conan die Figuren Jodie Saintemillion und Vermouth.
Des Weiteren synchronisiert Sturm Angela Montenegro (Michaela Conlin) in Bones – Die Knochenjägerin (2005/06) sowie ab 2006 Shane McCutcheon (Katherine Moennig) in der Serie The L Word – Wenn Frauen Frauen lieben und 2009 bis 2016 Kate Beckett (Stana Katić) in Castle. Von 2009 bis 2018 synchronisierte sie Patricia Heaton als Frances „Frankie“ Heck in der Serie The Middle. In der 2014 erschienenen achten Folge der ersten Staffel spricht sie das Tier Charlet in der Serie BoJack Horseman.
Seit 2014 ist sie zudem die Synchronstimme von Vera Farmiga, die die Hauptrolle der Norma Bates in der US-Serie Bates Motel spielt. Von 2007 bis 2011 synchronisierte Sturm die australische Schauspielerin Lisa McCune in der australischen Actionserie Sea Patrol. Von 2012 bin 2018 sprach Sturm Olivia Pope (Kerry Washington) in der Fernsehserie Scandal. 2013 lieh sie ihre Stimme Indira Varma als Zoe Luther in der Serie Luther. 2015 übernahm Sturm die deutsche Synchronisation von Elizabeth Rodriguez, die die Liza Ortiz in Fear the Walking Dead spielt. 2018 und 2020 synchronisierte sie Carla Gugino in den Serien Spuk in Hill House und Spuk in Bly Manor.

## Filmografie (Auswahl)
Schauspielerin
- 1993–1995, 1998: Gute Zeiten, schlechte Zeiten als Camilla „Milla“ Engel
- 1996: Für alle Fälle Stefanie
- 1997: Praxis Bülowbogen
- 1999–2008: Der Landarzt als Floriane Habersaat (73 Folgen)
- 2000: Großstadtträume
- 2000: Unser Charly
- 2001: St. Angela
- 2009: Schloss Einstein (2 Folgen)
- 2012: Mit geradem Rücken

Synchronsprecherin
- 2004–2012: Desperate Housewives für Felicity Huffman
- 2005–2016: Bones – Die Knochenjägerin für Michaela Conlin
- 2006–2008: Shark für Sophina Brown
- 2007–2011: Sea Patrol für Lisa McCune
- 2009–2010: Numbers – Die Logik des Verbrechens für Sophina Brown
- 2009–2016: Castle für Stana Katić
- 2009–2018: The Middle für Patricia Heaton
- 2011: The Double – Eiskaltes Duell für Stana Katić
- 2012–2018: Scandal (Fernsehserie, 124 Folgen) für Kerry Washington
- 2013: Luther (Fernsehserie) für Indira Varma
- 2014: BoJack Horseman (eine Folge) als Charlet
- 2017: Jumanji: Willkommen im Dschungel für Missi Pyle
- 2017–2019: The Walking Dead für Pollyanna McIntosh als Jadis
- 2018: Spuk in Hill House (The Haunting of Hill House, Fernsehserie) für Carla Gugino
- 2018–2019: The Rookie (The Rookie, Fernsehserie) für Mercedes Mason
- 2020: Hawaii Five-0 für Eugenia Yuan
- 2020: Spuk in Bly Manor (The Haunting of Bly Manor, Fernsehserie) für Carla Gugino
- 2021: The Walking Dead: World Beyond für Pollyanna McIntosh als Jadis
- 2022: Navy CIS: L.A. für Nicki Micheaux als Effie Carlson
- 2024: How I Met Your Father für Kyle Richards als Missy Moritz
- 2024: The Walking Dead: The Ones Who Live für Pollyanna McIntosh als Jadis

## Hörbücher und Hörspiele
- 2012: Joy Fielding: Das Herz des Bösen, Der Hörverlag, ISBN 978-3-8445-0954-0
- 2012: Åsa Larsson: Denn die Gier wird euch verderben, Der Hörverlag, ISBN 978-3-8445-0973-1
- seit 2022: Dark Holmes (als Jasmin Lestrade)